# Nod-подобные рецепторы
Nod-подобные рецепторы (англ. Nod-like-receptor, NLR) — класс цитоплазматических клеточных рецепторов, относящихся к т.н. образ-распознающим рецепторам, или PRR (англ. pattern-recognition receptors). Nod-подобные рецепторы вместе с Толл-подобными рецепторами играют важную роль во врождённом иммунитете.

## Классификация
Известно по крайней мере 23 Nod-подобных рецепторов. Все они были недавно идентифицированы на основе анализа генома человека по их гомологии с белком-регулятором апоптоза Apaf-1. Nod-подобные рецепторы классифицируются по их эффекторному домену. 
1. Подсемейство NOD (NLRC) — рецепторы, содержащие CARD-домен (домен, рекрутирующий каспазу): NOD1, NOD2;
2. Подсемейство NALP (NLRP) — рецепторы, содержащие пириновый домен (PYR): NALP1, NALP2, NALP3 и т.д. Всего около 18 членов подсемейства;
3. Подсемейство NAIP — рецепторы с BIR доменом: собственно NAIP.

## См.также
- Толл-подобные рецепторы
- RIG-I-подобные рецепторы
- Инфламмасома